# NGC 3508
NGC 3508 је спирална галаксија у сазвежђу Пехар која се налази на NGC листи објеката дубоког неба.
Деклинација објекта је - 16° 17' 19" а ректасцензија 11h 2m 59,7s. Привидна величина (магнитуда) објекта NGC 3508 износи 13,2 а фотографска магнитуда 14,0. NGC 3508 је још познат и под ознакама NGC 3505, IC 2622, MCG -3-28-31, IRAS 11005-1601, PGC 33362.